# 多明戈斯-莫朗
多明戈斯-莫朗（葡萄牙語：Domingos Mourão）是巴西皮奥伊州的一个市镇。总面积846.831平方公里，总人口4386人，人口密度5.2人/平方公里。